# The Other Dream Team
The Other Dream Team è un film documentario del 2012, diretto da Marius A. Markevičius e presentato al Sundance Film Festival. Il film racconta della storica avventura della nazionale maschile di pallacanestro della Lituania alle Olimpiadi di Barcellona 1992, i primi che videro partecipare la nazione lituana come stato indipendente dopo 50 anni, degli avvenimenti storici che portarono a questo evento e di come questa squadra divenne un simbolo di speranza e libertà.
Per il titolo (l'altro Dream Team), Markevičius gioca sulla presenza a Barcellona del Dream Team, l'iconica squadra composta da stelle NBA che rappresentava gli Stati Uniti al torneo di pallacanestro dei Giochi Olimpici.

## Trama
I giocatori di pallacanestro lituani, Arvydas Sabonis, Šarūnas Marčiulionis, Valdemaras Chomičius e Rimas Kurtinaitis, giocarono per la nazionale dell'Unione Sovietica alle Olimpiadi di Seul 1988, componendo i quattro quinti del quintetto titolare. Ad inizio torneo gli fu promesso che se fossero riusciti a vincere la medaglia d'oro, sarebbe stata concessa loro la libertà di poter lasciare l'Unione Sovietica per andare a giocare in un club occidentale. Con queste motivazioni i lituani trascinarono la nazionale alla vittoria dei Giochi, battendo in semifinale gli Stati Uniti ed in finale la Jugoslavia. Se Sabonis fu il primo sovietico ad essere scelto al Draft NBA 1985 (ma non approdato in America per via del blocco della cortina di ferro), grazie a questa promessa Marčiulionis divenne il primo sovietico a giocare nella NBA. 

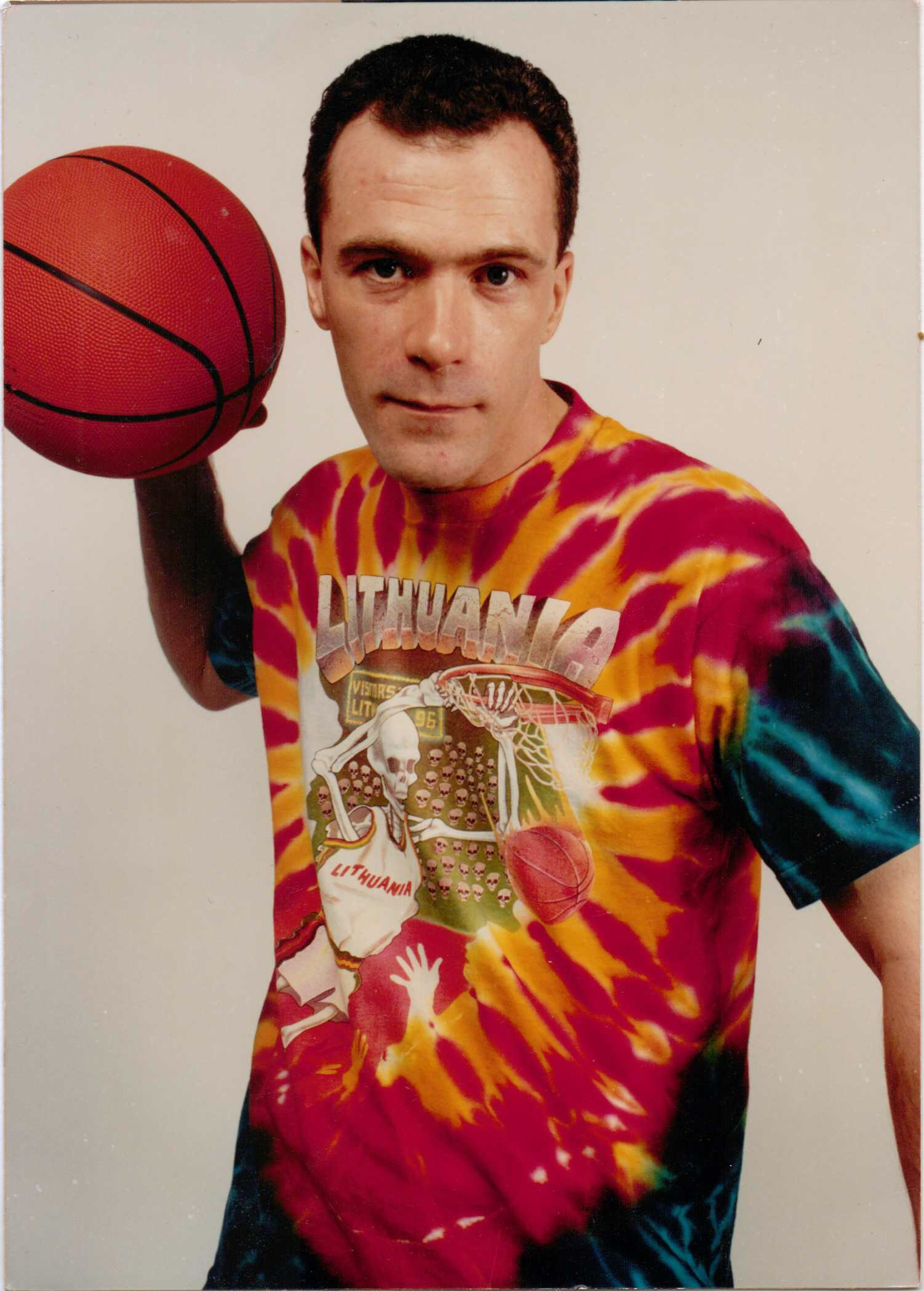
Greg Speirs. Con le vendite delle t-shirt ha finanziato le spedizioni alle Olimpiadi del 1992, 1996 e aiutato i bambini e le scuolebasket in Lituania

Attraverso le storie di vita, di cosa significava appartenere all'Unione Sovietica, dello stile di vita nell'Unione e di come ad esempio fosse importante per Marčiulionis e Sabonis (successivamente approdato anche lui in NBA) far capire all'estero che loro erano lituani e non russi, i protagonisti narrano le fasi di separazione ed indipendenza dello Stato lituano, e conseguentemente dell'esperienza alle Olimpiadi di Barcellona 1992.
La squadra lituana aveva un budget risicato per le Olimpiadi che non dava alcuna garanzia. Venne a conoscenza della situazione la rockband americana Grateful Dead, e rimasta impressionata dalla difficile situazione della squadra decise così di finanziare il loro viaggio a Barcellona. La finanziarono assieme all'artista Greg Speirs, il quale ha creato l'iconico Slam-Dunking Skeleton stampato su magliette realizzate a tintura a riserva con i colori della bandiera lituana. Lo scheletro raffigurato sulla maglietta che schiaccia a pallacanestro piacque molto ai giocatori perché rappresentava la libertà di espressione e il motto "meglio morti che rossi".
Arrivati in semifinale, i lituani persero contro il Dream Team in una partita il cui risultato non fu mai messo in discussione, e nella finale per il terzo posto incontrarono la nazionale della Squadra Unificata, ovvero la selezione dei giocatori di Russia e delle ex-repubbliche sovietiche ad eccezione dei paesi baltici. La partita era così diventata simbolo di rivalsa della piccola nazione che voleva lottare per il suo riconoscimento e la sua libertà. In una partita equilibrata fino agli ultimi secondi, alla fine i lituani ebbero la meglio, salendo così sul podio con indosso la maglietta del dunking skeleton.

## Produzione
Marius A. Markevičius è un regista e produttore lituano-americano. 
Il documentario è composto da filmati storici accompagnati dalle interviste ai protagonisti dell'epoca, e sono serviti più di tre anni al regista per realizzare il film. 
Il documentario si intervalla tra passato e presente ricollegandosi così anche alle vicende del 2011 con una serie di tagli di scene, l'ingresso in NBA dell'emergente giocatore lituano Jonas Valančiūnas e l'inserimento di Arvydas Sabonis nella NBA Hall of Fame.

## Accoglienza
Nel weekend di uscita il film ha incassato 19.821$ negli Stati Uniti, mentre nel complesso sono stati incassati nel mondo circa 135.228$ a fronte di un budget stimato di 500.000$.
Ha ricevuto un rating di 88% su Rotten Tomatoes e di 8,4 su IMDb.

## Riconoscimenti
- 2012 - Sundance Film Festival
  - Candidato al Gran premio della giuria: U.S. Documentary
- 2012 - Sheffield Doc/Fest
  - Candidato per lo Special Jury Award
- 2013 - Producers Guild of America Awards
  - Candidato per il PGA Award